# ريكس بارنت
ريكس بارنت هو سياسي أمريكي، ولد في 22 أكتوبر 1938 في لاريدو في الولايات المتحدة. نشط حزبياً في الحزب الجمهوري. وقد انتخب عضو مجلس نواب ولاية ميزوري ‏.